# Азотная кислота
Азо́тная кислота́ (химическая формула — HNO3; лат. Acidum nitricum, azoticum) — сильная химическая неорганическая кислота, отвечающая высшей степени окисления азота (+5).
При стандартных условиях азотная кислота — это одноосновная кислота, в чистом виде — бесцветная жидкость с резким удушливым запахом. Твёрдая азотная кислота образует две кристаллические модификации с моноклинной и ромбической решётками.
Азотная кислота смешивается с водой в любых соотношениях. В водных растворах она практически полностью диссоциирует на ионы. Образует с водой азеотропную смесь с концентрацией 68,4 % и tкип 120 °C при нормальном атмосферном давлении. Известны два твёрдых гидрата: моногидрат (HNO3·H2O) и тригидрат (HNO3·3H2O). Азотная кислота не является канцерогеном, однако пары сильных неорганических кислот, к которым относится азотная, могут провоцировать рак. Она, а также её соли — нитраты являются сильными окислителями.

## Исторические сведения
Методика получения разбавленной азотной кислоты путём сухой перегонки селитры с квасцами и медным купоросом была, по-видимому, впервые описана в трактатах Джабира (Гебера в латинизированных переводах) в VIII веке. Этот метод с теми или иными модификациями, наиболее существенной из которых была замена медного купороса железным, применялся в европейской и арабской алхимии вплоть до XVII века.
В XVII веке Глаубер предложил метод получения летучих кислот реакцией их солей с концентрированной серной кислотой, в том числе и азотной кислоты из калийной селитры, что позволило ввести в химическую практику концентрированную азотную кислоту и изучить её свойства. Метод Глаубера применялся до начала XX века, причём единственной существенной модификацией его оказалась замена калийной селитры на более дешёвую натриевую (чилийскую) селитру.
Во времена М. В. Ломоносова и вплоть до середины XX века азотная кислота в обиходе именовалась крепкой водкой.

## Физические и физико-химические свойства
Азот в азотной кислоте имеет степень окисления +5.
Азотная кислота — бесцветная, дымящая на воздухе жидкость, температура плавления −41,59 °C, кипения +82,6 °C (при нормальном атмосферном давлении) с частичным разложением. Азотная кислота смешивается с водой во всех соотношениях. Водные растворы HNO3 с массовой долей 0,95—0,98 называют «дымящей азотной кислотой», с массовой долей 0,6—0,7 — концентрированной азотной кислотой.
С водой образует азеотропную смесь (массовая доля 68,4 %, d20 = 1,41 г/см3, Tкип = 120,7 °C)
При кристаллизации из водных растворов азотная кислота образует кристаллогидраты:
- моногидрат HNO3·H2O, Tпл = −37,62 °C;
- тригидрат HNO3·3H2O, Tпл = −18,47 °C.

Твёрдая азотная кислота образует две кристаллические модификации:
- моноклинная сингония, пространственная группа P 21/a, параметры ячейки a = 1,623 нм, b = 0,857 нм, c = 0,631 нм, β = 90°, Z = 16;
- ромбическая

Моногидрат образует кристаллы ромбической сингонии, пространственная группа P na2, параметры ячейки a = 0,631 нм, b = 0,869 нм, c = 0,544 нм, Z = 4.
Плотность водных растворов азотной кислоты как функция её концентрации описывается уравнением
{\displaystyle d(c)=0{,}9952+0{,}564c+0{,}3005c^{2}-0{,}359c^{3},}
где d — плотность в г/см3, c — массовая доля кислоты. Данная формула плохо описывает поведение плотности при концентрации более 97 %.

## Химические свойства
1. Высококонцентрированная HNO3 имеет бурую окраску вследствие происходящего на свету процесса разложения (фотолиз), в ходе которого она распадается на воду, оксид азота(IV) и кислород:
{\displaystyle {\ce {4HNO3 ->[hv] 4 NO2 ^ + 2H2O + O2}}}
2. При нагревании азотная кислота частично распадается по той же реакции, однако вполне может быть доведена  до ~100% концентрации (соломенного цвета, практически без примесей) простой дистилляцией при атмосферном давлении смеси серной и азотной кислот. В совершенно чистом виде она представляет собой бесцветную прозрачную жидкость. Без разложения азотная кислота перегоняется при пониженном давлении (указанная температура кипения при атмосферном давлении найдена экстраполяцией).
3. Золото, платина, иридий, родий и тантал инертны к азотной кислоте во всём диапазоне концентраций, остальные металлы реагируют с ней, ход реакции при этом определяется её концентрацией. Так, холодная концентрированная азотная кислота не реагирует с алюминием, хромом, железом, свинцом, бериллием, никелем и др. (см. пассивация). При нагревании или добавлении воды реакция идёт (см. ниже).
4. HNO3 как сильная одноосновная кислота протонирует воду:
{\displaystyle {\ce {HNO3 + H2O -> H3O^+ + NO3^-}}}
Также, взаимодействует:
а) с основными и амфотерными оксидами:
{\displaystyle {\ce {CuO + 2HNO3 -> Cu(NO3)2 + H2O}}}
{\displaystyle {\ce {ZnO + 2HNO3 -> Zn(NO3)2 + H2O}}}
б) с основаниями:
{\displaystyle {\ce {KOH + HNO3 -> KNO3 + H2O}}}
{\displaystyle {\ce {NH3 + HNO3 -> NH4NO3}}}
в) вытесняет слабые кислоты из их солей:
{\displaystyle {\ce {CaCO3 + 2HNO3 -> Ca(NO3)2 + H2CO3}}}
{\displaystyle {\ce {H2CO3 <=>> H2O + CO2 ^}}}
{\displaystyle {\ce {NaNO2 + HNO3 -> NaNO3 + HNO2}}}
{\displaystyle {\ce {2HNO2 -> N2O3 + H2O}}}
{\displaystyle {\ce {N2O3 <=>> NO2 + NO}}}
5. Азотная кислота в любой концентрации проявляет свойства кислоты-окислителя, при этом азот восстанавливается до различных степеней окисления от +5 до −3. Глубина восстановления зависит в первую очередь от природы восстановителя и от концентрации азотной кислоты. Как кислота-окислитель, HNO3 взаимодействует:
а) с металлами, стоящими в ряду напряжений правее водорода:
Концентрированная HNO3 (60%):
{\displaystyle {\ce {Cu + 4HNO3 -> Cu(NO3)2 + 2NO2 ^ + 2H2O}}}
Разбавленная HNO3 (30%):
{\displaystyle {\ce {3Cu + 8HNO3 -> 3Cu(NO3)2 + 2NO ^ + 4H2O}}}
б) с металлами, стоящими в электрохимическом ряду напряжений левее водорода:
{\displaystyle {\ce {Zn + 4HNO3(60\%) -> Zn(NO3)2 + 2NO2 ^ + 2H2O}}}
{\displaystyle {\ce {3Zn + 8HNO3(30\%) -> 3Zn(NO3)2 + 2NO ^ + 4H2O}}}
{\displaystyle {\ce {4Zn + 10HNO3 (20\%) -> 4Zn(NO3)2 + N2O ^ + 5H2O}}}
{\displaystyle {\ce {5Zn + 12HNO3 (10\%) -> 5Zn(NO3)2 + N2 ^ + 6H2O}}}
{\displaystyle {\ce {4Zn + 10HNO3 (3\%) -> 4Zn(NO3)2 + NH4NO3 + 3H2O}}}
Все приведённые выше уравнения отражают только доминирующий ход реакции. Это означает, что в данных условиях продуктов данной реакции больше, чем продуктов других реакций, например, при взаимодействии цинка с азотной кислотой (массовая доля азотной кислоты в растворе 0,3) в продуктах будет содержаться больше всего NO, но также будут содержаться (только в меньших количествах) и NO2, N2O, N2 и NH4NO3. Также механизм реакций значительно сложнее. На практике в растворе происходят множественные восстановления нитрат иона и водорода. Подобно реакциям с иными кислотами, атомарный водород также выделяется, и он частично ответственен за восстановление азотной кислоты. Например:
{\displaystyle {\ce {Zn + 2HNO3 -> Zn(NO3)2 + 2H^0}}}
{\displaystyle {\ce {2HNO3 + 8H^0 -> N2O ^ + 5H2O}}}
Сложив реакции и уравняв их, мы получим вышеупомянутое уравнение:
{\displaystyle {\ce {4Zn + 10HNO3 -> 4Zn(NO3)2 + N2O + 5H2O}}}
Такого рода восстановления можно описать для всех степеней окисления азота, до которых склонна восстанавливаться азотная кислота:
{\displaystyle {\ce {HNO3 + H^0 -> NO2 + H2O}}}
{\displaystyle {\ce {2HNO3 + 4H^0 -> N2O3 + 3H2O}}}
{\displaystyle {\ce {HNO3 + 3H^0 -> NO + 2 H2O}}}
{\displaystyle {\ce {2 HNO3 + 8H^0 -> N2O + 5 H2O}}}
{\displaystyle {\ce {2 HNO3 + 10H^0 -> N2 + 6 H2O}}}
{\displaystyle {\ce {HNO3 + 8H^0 -> NH3 + 3 H2O}}}
Помимо этого, в некоторых случаях, реакция с разбавленной азотной кислотой проходит с выделением водорода, однако вместе с ним азот также восстанавливает в параллельных реакциях. Это может происходить при её взаимодействии, например, с магнием при концентрации кислоты около 5%:
{\displaystyle {\ce {Mg + 2HNO3 -> Mg(NO3)2 + 2H^0 -> Mg(NO3)2 + H2 ^}}}
6. Единственная общая закономерность при взаимодействии азотной кислоты с металлами: чем более разбавленная кислота и чем активнее металл, тем глубже восстанавливается азот:
увеличение концентрации кислоты {\displaystyle {\mathsf {\Leftarrow NO_{2},NO,N_{2}O,N_{2},NH_{4}NO_{3}\Rightarrow }}} увеличение активности металла
7. С золотом и платиной азотная кислота, даже концентрированная, не взаимодействует. Железо, алюминий, хром холодной концентрированной азотной кислотой пассивируются. С разбавленной азотной кислотой железо взаимодействует, причём в зависимости от концентрации кислоты образуются не только различные продукты восстановления азота, но и различные продукты окисления железа:
{\displaystyle {\ce {Fe + 4HNO3 (25\%) -> Fe(NO3)3 + NO ^ + 2H2O}}}
{\displaystyle {\ce {4Fe + 10HNO3 (2\%) -> 4Fe(NO3)2 + NH4NO3 + 3H2O}}}
8. Азотная кислота окисляет неметаллы, при этом азот обычно восстанавливается до NO или NO2:
{\displaystyle {\ce {S + 6HNO3 (60\%) -> H2SO4 + 6NO2 ^ + 2H2O}}}
{\displaystyle {\ce {S + 2HNO3 (40\%) -> H2SO4 + 2NO ^}}}
{\displaystyle {\ce {P + 5HNO3 (60\%) -> H3PO4 + 5NO2 ^ + H2O}}}
{\displaystyle {\ce {3P + 5HNO3 (30\%) + 2H2O -> 3H3PO4 + 5NO ^}}}
{\displaystyle {\ce {I2 + 10HNO3 (70\%) ->[t] 2HIO3 + 10NO2 ^ + 4H2O}}}
и сложные вещества, например:
{\displaystyle {\ce {FeS + 4HNO3 (30\%) -> Fe(NO3)3 + S + NO ^ + 2H2O}}}
{\displaystyle {\ce {HI + 6HNO3 (60\%) ->[t] HIO3 + 6NO2 ^ + 3H2O}}}
{\displaystyle {\ce {SO2 + 2HNO3 (60\%) ->[t] H2SO4 + 2NO2 ^}}}
Чаще всего, эти реакции требуют начального нагревания

9. Некоторые органические соединения (например амины, скипидар) самовоспламеняются при контакте с концентрированной азотной кислотой.
10. Смесь трёх объёмов концентрированной соляной кислоты и одного объёма концентрированной азотной называется «царской водкой». При комнатной температуре в реакции устанавливается равновесие. Оно смещается вправо при нагревании. Царская водка растворяет большинство металлов, в том числе золото и платину. Её сильные окислительные способности обусловлены образующимся атомарным хлором и хлоридом нитрозила, который тоже разлагается и выделяет хлор: 
{\displaystyle {\ce {3HCl + HNO3 -> Cl2 ^ + NOCl ^ + 2H2O}}}
{\displaystyle {\ce {2NOCl -> 2NO ^ + Cl2 ^}}}
Итого:
{\displaystyle {\ce {6HCl + 2HNO3 -> 3Cl2 ^ + 2NO ^ + 4H2O}}}
Эта же реакция также идёт с бромоводородной кислотой:
{\displaystyle {\ce {6HBr + 2HNO3 -> 3Br2 + 2NO ^ + 4H2O}}}
На практике в данных реакциях визуально заметно выделение рыжего оксида азота(IV) NO2, поэтому часто его записывают в продуктах реакций вместо NO.
11. 
11. Взаимодействие концентрированных азотной и соляной кислот с благородными металлами:
{\displaystyle {\ce {Au + HNO3 + 4HCl -> H[AuCl4] + NO ^ + 2H2O}}}
{\displaystyle {\ce {3Pt + 4HNO3 + 18HCl -> 3H2[PtCl6] + 4NO ^ + 8H2O}}}
12. Азотная кислота, растворяясь в воде, частично и обратимо с ней реагирует с образованием ортоазотной кислоты, которая не существует в свободном виде:
{\displaystyle {\ce {HNO3 + H2O <=> H3NO4}}}
Смесь азотной и серной кислот носит название «меланж».
Азотная кислота широко используется для получения нитросоединений.
13. В концентрированной азотной кислоте происходит самоионизация:
{\displaystyle {\ce {2HNO3 -> {NO2}^{+}+ {NO3}^{-}+ H2O}}}
В большинстве окислительно-восстановительных реакциях ион нитрония восстанавливается до бурого газа.
14. Смесь фтористоводородной и азотной кислот (императорская водка) может растворять некоторые металлы, нерастворимые в чистой кислоте и царской водке. Например, вольфрам: 
{\displaystyle {\ce {2W + 4HNO3 + 10HF -> WF6 + WOF4 + 4NO ^ + 7H2O}}}
15. Используется при проведении качественной реакции на белки, так называемой ксантопротеиновой реакции. В её ходе на исследуемый образец действуют азотной кислотой, что окрашивает его в желтый цвет. Подщелачивание образца даёт оранжевое окрашивание.
16. Важно отметить, что разбавленная водная азотная кислота (HNO3) не выделяет элементарный иод при смешении с иодидами (например, иодидом калия). Напротив, азотистая кислота HNO2 реагирует с иодидами даже при сильном разбавлении, что с успехом используется для её обнаружения на практике, например в реакциях диазотирования (иодкрахмальная индикаторная бумага синеет в присутствии избытка реагента). Однако концентрированная азотная кислота легко окисляет I- до I20, I+3 и I+5.

### Нитраты
Азотная кислота является сильной кислотой. Её соли — нитраты — получают действием HNO3 на металлы и некоторые соединения неметаллов, оксиды, гидроксиды или карбонаты. Все нитраты хорошо растворимы в воде. Нитрат-ион в воде не гидролизуется.
1. Соли азотной кислоты при нагревании необратимо разлагаются, причём состав продуктов разложения определяется катионом:
а) нитраты металлов, стоящих в ряду напряжений левее магния (исключая литий):
{\displaystyle {\ce {2KNO3 ->[450^{o}C] 2KNO2 + O2 ^}}}
б) нитраты металлов, расположенных в ряду напряжений между магнием и медью (а также литий):
{\displaystyle {\ce {4Al(NO3)3 ->[180^{o}C] 2Al2O3 + 12NO2 ^ + 3O2 ^}}}
в) нитраты металлов, расположенных в ряду напряжений правее ртути:
{\displaystyle {\ce {2AgNO3 ->[400^{o}C] 2Ag + 2NO2 ^ + O2 ^}}}
г) нитрат аммония:
{\displaystyle {\ce {NH4NO3 ->[240^{o}C] N2O ^ + 2H2O ^}}}
2. Нитраты в водных растворах практически не проявляют окислительных свойств, но при высокой температуре в твёрдом состоянии являются сильными окислителями, например, при сплавлении твёрдых веществ:
{\displaystyle {\ce {Fe + 3KNO3 + 2KOH ->[420^{o}C] K2FeO4 + 3KNO2 + H2O}}}
3. Цинк и алюминий в щелочном растворе восстанавливают нитраты до NH3:
{\displaystyle {\ce {3KNO3 + 8Al + 5KOH + 18H2O -> 3NH3 ^ + 8K[Al(OH)4]}}}
Соли азотной кислоты — нитраты — широко используются как удобрения. При этом практически все нитраты хорошо растворимы в воде, поэтому в виде минералов их в природе чрезвычайно мало; исключение составляют чилийская (натриевая) селитра и индийская селитра (нитрат калия). Большинство нитратов получают искусственно.
4. С азотной кислотой не реагируют стекло, фторопласт-4.
5. Нитраты металлов при спекании с оксидами металлов образуют соли ортоазотной кислоты — ортонитраты:
{\displaystyle {\ce {Na2O + NaNO3 ->[310-320^{o}C] Na3NO4}}}

## Промышленное производство и применение
Азотная кислота является одним из самых крупнотоннажных продуктов химической промышленности.

### Производство азотной кислоты
Современный способ её производства основан на каталитическом окислении синтетического аммиака на платино-родиевых катализаторах (процесс Оствальда) до смеси оксидов азота (нитрозных газов), с дальнейшим поглощением их водой:
{\displaystyle {\ce {4NH3 + 5O2 ->[Pt/Rh] 4NO ^ + 6H2O}}}
{\displaystyle {\ce {2NO + O2 -> 2NO2 ^}}}
{\displaystyle {\ce {4NO2 + O2 + 2H2O -> 4HNO3}}}
Все три реакции — экзотермические, первая — необратимая, остальные — обратимые. Концентрация полученной таким методом азотной кислоты колеблется в зависимости от технологического оформления процесса от 45 до 58 %. Для получения концентрированной азотной кислоты либо смещают равновесие в третьей реакции путём повышения давления до 50 атмосфер, либо в разбавленную азотную кислоту добавляют серную кислоту и нагревают, при этом азотная кислота, в отличие от воды и серной кислоты, испаряется.
В России масштабное производство азотной кислоты (10000 тонн в год) по этому методу началось в 1917 г. в Юзовке, сырьём служил аммиак из коксового газа по способу И. И. Андреева.
Впервые азотную кислоту получили алхимики, нагревая смесь селитры и железного купороса:
{\displaystyle {\ce {4KNO3 + 2FeSO4*7H2O ->[^{o}t] Fe2O3 + 2K2SO4 + 2HNO3 ^ + 2NO2 ^ + 6H2O}}}
Дымящую кислоту высокой концентрации можно получить действием концентрированной хлорной кислоты на аммиак:
{\displaystyle {\ce {NH3 + HClO4 -> HCl + HNO3 + H2O}}}
Чистую азотную кислоту получил впервые Иоганн Рудольф Глаубер, действуя на селитру концентрированной серной кислотой:
{\displaystyle {\ce {KNO3 + H2SO4 ->[^{o}t] KHSO4 + HNO3 ^}}}
Дальнейшей дистилляцией может быть получена т. н. «дымящая азотная кислота», практически не содержащая воды.

### Применение
- Пищевая промышленность — разбавленная — безразборная мойка оборудования (трубы, насосы, теплообменники, емкости и прочее);
- Производство минеральных удобрений;
- Военная промышленность (дымящая — в производстве взрывчатых веществ, как окислитель ракетного топлива, разбавленная — в синтезе различных веществ, в том числе отравляющих);
- Плёночная фотография (крайне редко) — разбавленная — подкисление некоторых тонирующих растворов[8];
- Станковая графика — для травления печатных форм (офортных досок, цинкографических типографских форм и магниевых клише);
- Производство красителей и лекарств (нитроглицерин);
- Основной органический синтез (нитроалканы, анилин, нитроцеллюлоза, тротил)

Помимо этого, в ювелирном деле азотная кислота используется для быстрого определения концентрации золота в сплаве. Она будет реагировать со сплавами золота до 583 пробы, что позволяет определять содержание золота. Подбирая различные концентрации кислоты, можно более точно определять пробу. Помимо этого, особенности азотной кислоты возможно применить в очистке внешнего слоя ювелирных изделий. Так, при кипячении золотого украшения некоторой пробы (например, 585) в концентрированной азотной кислоте, она будет растворять металлы, находящиеся во внешнем слое (медь, никель, серебро, и иные), кроме золота, оставляя на поверхности слой более чистого золотого сплава (содержание золота может превышать 90 %).

## Действие на организм
Азотная кислота ядовита. По степени воздействия на организм относится к веществам 3-го класса опасности. Её пары очень вредны. Они вызывают раздражение дыхательных путей, а сама кислота оставляет на коже долгозаживающие ожоги. Даже при кратковременном воздействии концентрированной кислоты (или более длительном воздействии относительно разбавленной) возникает характерное жёлтое окрашивание кожи, обусловленное ксантопротеиновой реакцией. Данные ожоги, при действии на них даже слабощелочных растворов (например, раствора гидрокарбоната натрия), становятся оранжевыми. 
При попадании азотной кислоты на кожу, необходимо соблюдать общие рекомендации: промыть место попадания большим количеством чистой воды, после чего промыть содовым раствором. При попадании кислоты в глаза, необходимо срочно промыть глаза большим количеством проточной воды и обратиться за медицинской помощью.
ПДК для азотной кислоты в воздухе рабочей зоны по NO2 2 мг/м3.
Рейтинг NFPA 704 для концентрированной азотной кислоты: 
- Опасность для здоровья: 3
- Огнеопасность: 0
- Нестабильность: 2
- Специальное: СOR, OX[12]

## Юникод
В Юникоде есть алхимический символ азотной кислоты (лат. Aqua fortis).
| Графема | Unicode | Unicode                          | HTML              | HTML       | HTML      |
| Графема | Код     | Название                         | Шестнадцатеричное | Десятичное | Мнемоника |
| ------- | ------- | -------------------------------- | ----------------- | ---------- | --------- |
| 🜅       | U+1F705 | ALCHEMICAL SYMBOL FOR AQUAFORTIS | &#x1F705;         | &#128773;  | —         |